# Шнорр фон Карольсфельд, Юлиус
Юлиус Фейт Ханс Шнорр фон Карольсфельд (нем. Julius Veit Hans Schnorr von Carolsfeld; 26 марта 1794, Лейпциг — 24 мая 1872, Дрезден) — немецкий живописец, рисовальщик и гравёр академического направления. В Италии примкнул к объединению назарейцев. Профессор дрезденской Академии искусств и директор Картинной галереи в Дрездене.

## Биография
Юлиус Шнорр фон Карольсфельд происходит из семьи художников. Он был младшим сыном в семье живописца и гравёра Иоганна Фейта Шнорра фон Карольсфельда (1764—1841). Его братья Людвиг Фердинанд (1788—1853) и Эдуард (1790—1819) также были художниками.
Основательно подготовленный отцом и школой Святого Фомы (Thomasschule) в Лейпциге, в 1811 году он поступил в Академию изобразительных искусств в Вене. Учился под руководством Генриха Фюгера (1751—1818).
В Вене Юлиус приобщился к группе деятелей искусства, образовавшейся вокруг художника Фердинанда Иоганна фон Оливье и литератора Августа Вильгельма Шлегеля. В марте 1817 года Юлиус Шнорр фон Карольсфельд стал членом Союза святого Луки, или общества назарейцев.
Летом того же года Юлиус предпринял поездку в регион Зальцбурга с братьями Фердинандом и Фридрихом фон Оливье, которая определила его дальнейшее творческое развитие в качестве пейзажиста. В октябре он отправился в Италию с поэтом Вильгельмом Мюллером. Наконец, в январе 1818 года он добрался до Рима через Венецию и Флоренцию и присоединился к проживавшим там назарейцам. Там он в 1826 году встретился и подружился с Карлом Готлибом Пешелем, также членом группы назарейцев.

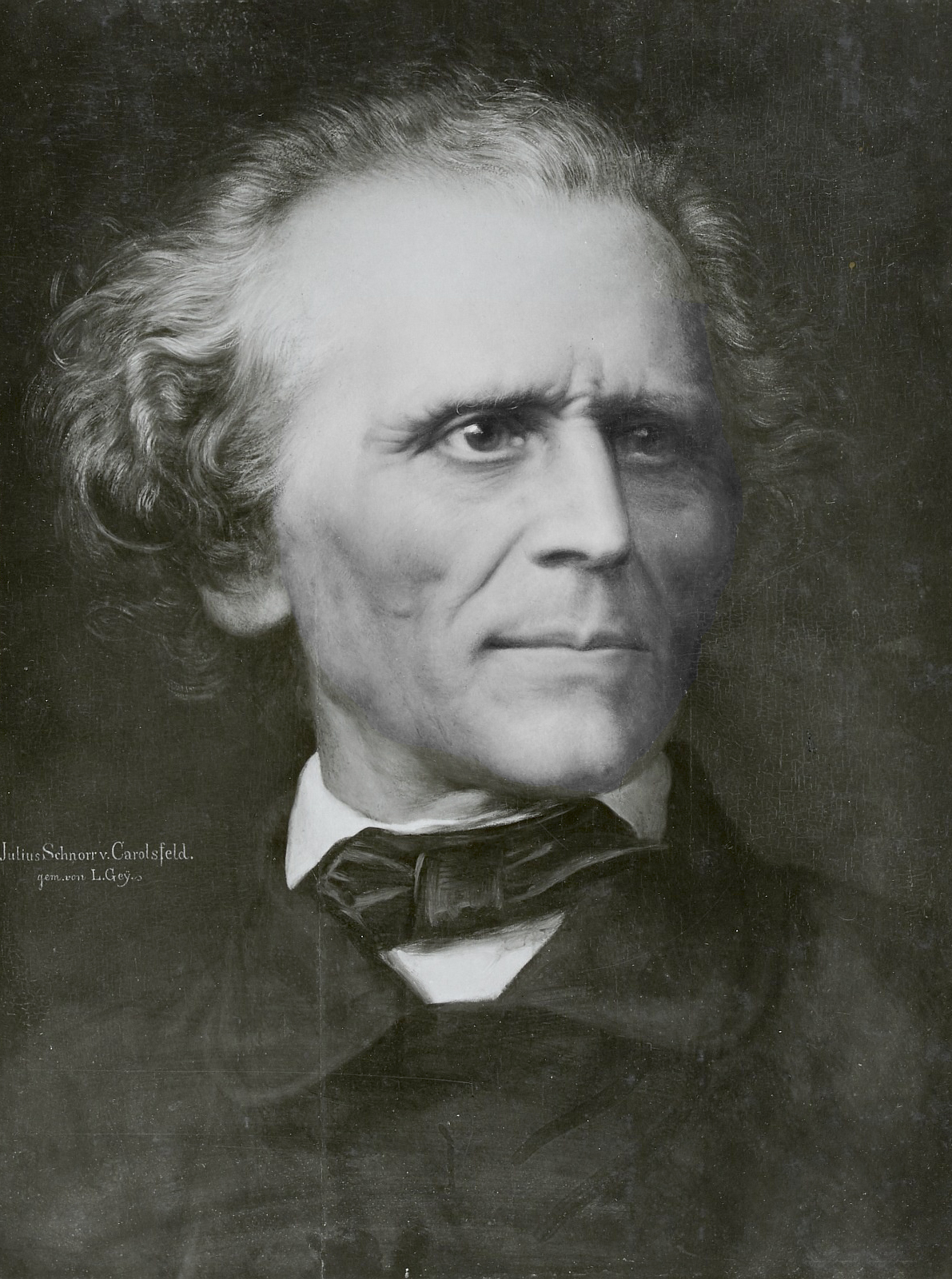
Л. Гей. Юлиус Шнорр фон Карольсфельд

В 1827 году король Баварии Людвиг I назначил Юлиуса на должность профессора исторической живописи Мюнхенской академии изобразительных искусств. В том же году в Вене художник женился на Мари Хеллер, падчерице Фердинанда Оливье. У супругов было шесть сыновей и три дочери, в том числе тенор Людвиг Шнорр фон Карольсфельд и Карл Шнорр фон Карольсфельд, позже генеральный директор Королевских баварских государственных железных дорог.
В 1842 году Юлиус Шнорр фон Карольсфельд был награжден орденом «За достижения в науке и искусстве». В 1846 году Юлиус, недовольный тем, что его не назначили директором мюнхенской академии на место покинувшего её Петера фон Корнелиуса, принял приглашение стать профессором Дрезденской академии искусств и директором дрезденской Картинной галереи. В том же году художник получил степень почётного доктора Лейпцигского университета. Вместе с Карлом Грюнейзеном и Карлом Шназе он был основателем и соредактором христианской художественной газеты для церкви, школы и дома. Выйдя в 1871 году в отставку, художник провёл конец своей жизни на покое в Дрездене.
Юлиус Шнорр фон Карольсфельд похоронен рядом со своим сыном Людвигом в Старом Анненфридхофе в южном пригороде Дрездена. В 1937 году улица Шнорргассе в Вене-Флоридсдорфе (21-й округ) была названа в честь художника и его брата Людвига Фердинанда Шнорра.
Среди его учеников были Густав Йегер, Герман Вислиценус, Йозеф Махольд, Карл Теодор фон Пилоти, Мориц фон Швинд.

## Творчество
Примкнув к кружку «назарейцев», Юлиус Шнорр фон Карольсфельд остался верен протестантизму, в то время как большинство членов группы придерживались католического обряда. Увлечённый романтическими идеями, художник также оставался верен принципам старого академического искусства.

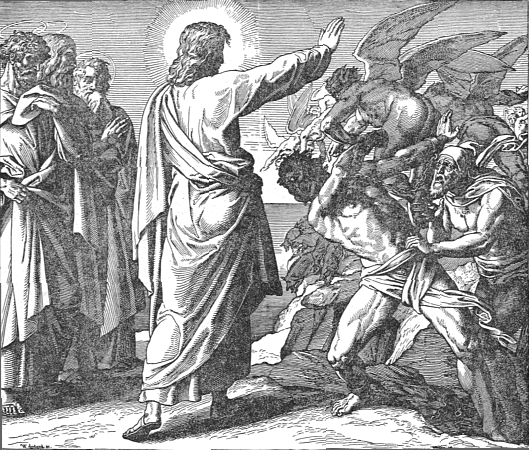
Иисус изгоняет демонов в стадо свиней. 1860. Ксилография по рисунку К. Шнорра фон Карольсфельда

В Риме он украсил одну из комнат Казино Массимо (Casino Massimo) фресками, изображающими сцены из «Неистового Роланда» Ариосто (1820—1826). Среди его картин наиболее известны «Брак в Кане Галилейской», «Иаков и Рахиль», «Христос, благословляющий детей», «Святое Семейство», «Три христианских и три языческих воина» (по Ариосто) и «Руфь на ниве Вооза». Во время пребывания в Риме художник написал множество пейзажных этюдов.
Король Людвиг I поручил ему украсить пять парадных залов в нижнем этаже своего мюнхенского дворца фресками на сюжеты из «Песни о Нибелунгах» и, несколько позже, изобразить в редкой технике энкаустики (восковыми красками, как писали в античности) в трёх других залах главные эпизоды из жизни Карла Великого, Фридриха Барбароссы и Рудольфа Габсбургского. Выполнение первого из этих поручений, обширность которого потребовала участия в нём, кроме самого Юлиуса, других художников, продолжалось до 1867 года. Второе задание было выполнено в 1835—1842 годах.
Однако с развитием художественного мировоззрения, в частности на опыте других назарейцев, художник осознал фундаментальную дилемму: несовместимость нормативного идеала академического искусства, претендовавшего на всеобщую значимость, с представлениями об исторической достоверности изображения религиозных сцен. Последние годы своей жизни Юлиус Шнорр фон Карольсфельд посвятил работе над изданием задуманной ещё ранее «Библии в картинках», впервые вышедшей в 1852—1860 годах в Лейпциге с 240 иллюстрациями, гравированными на дереве по его рисункам, и выдержавшей многочисленные издания. Считается, что Карольсфельд был одним из самых разносторонних назарейцев, который наряду с Овербеком и Корнелиусом нашел собственный формальный язык в настенной и масляной живописи, а также в графике.
В России эта книга выходила несколькими изданиями с пояснительным текстом столичного священника о. Константина Стратилатова. Кроме того, проживая в Дрездене, Карольсфельд выполнил ряд иллюстраций для издания «Der Nibelungen Noth», изготовил картоны для расписных витражей в лондонском Соборе Святого Павла и написал картины: «Лютер на Вормском соборе», для мюнхенского Максимилианеума, «Явление Христа апостолу Павлу на дороге из Рима» и некоторые другие.

## Галерея

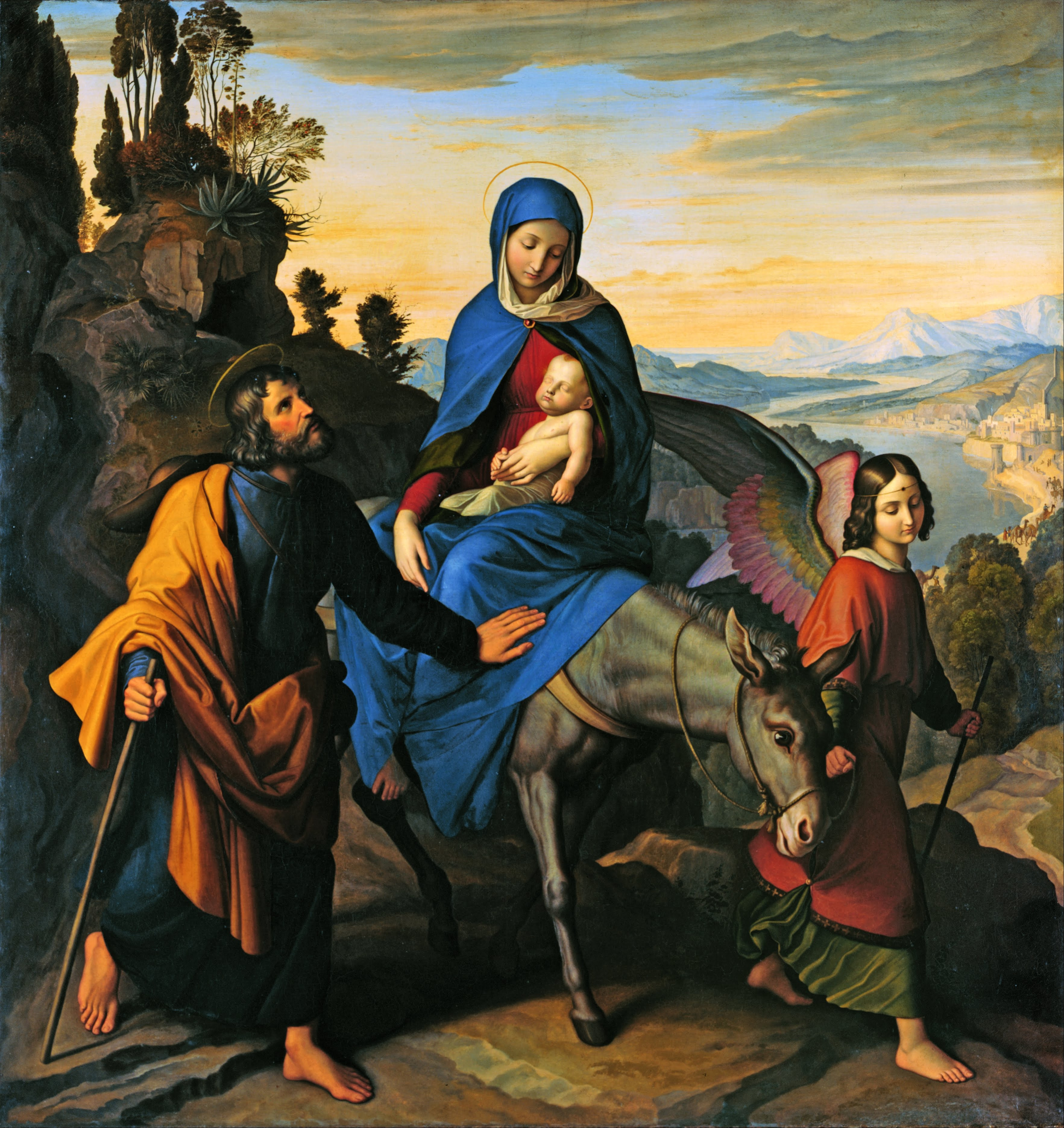
Бегство в Египет. 1828. Холст, масло. Музей Кунстпаласт, Дюссельдорф
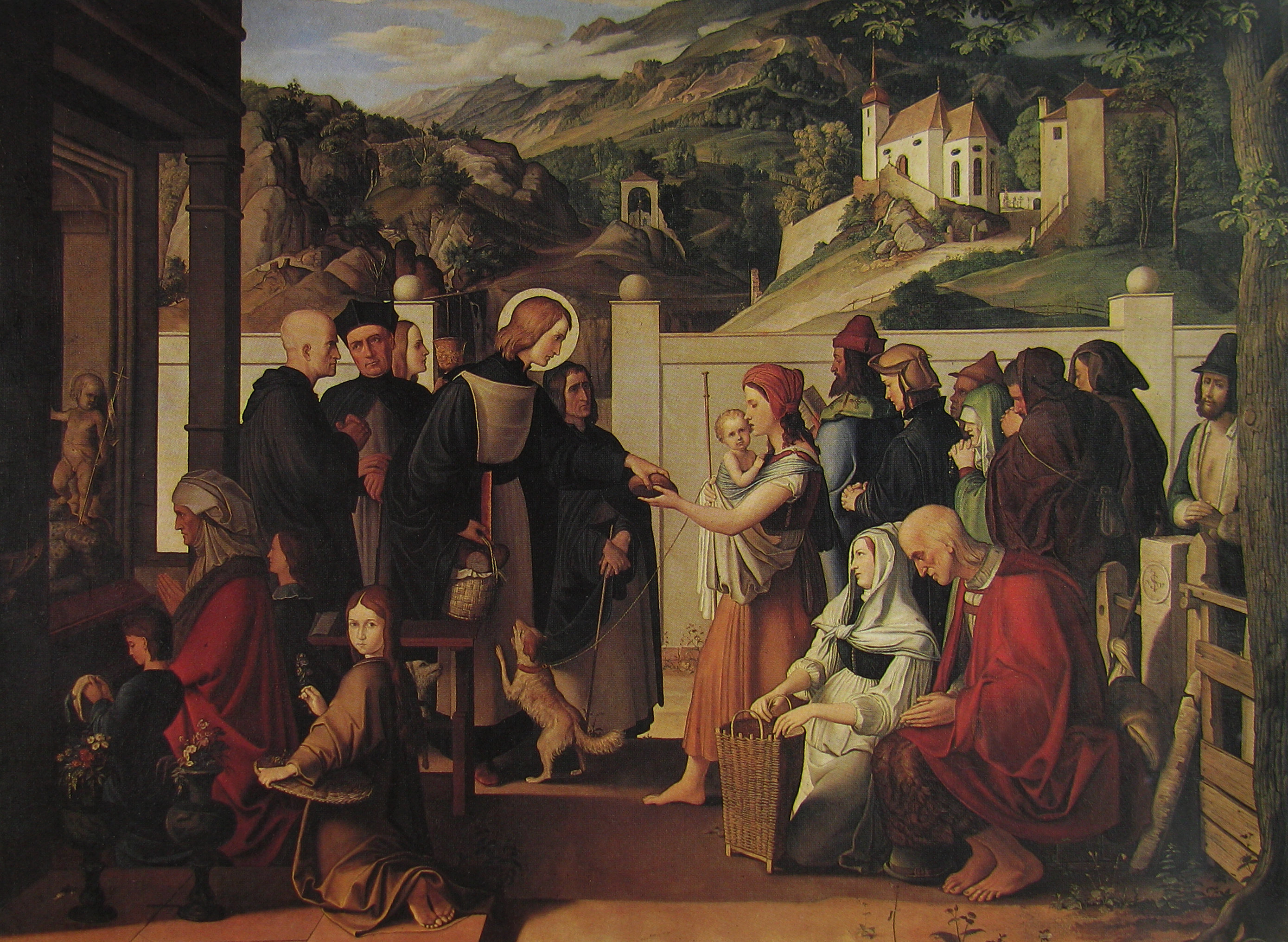
Святой Рох, раздающий милостыню. 1817. Холст, масло
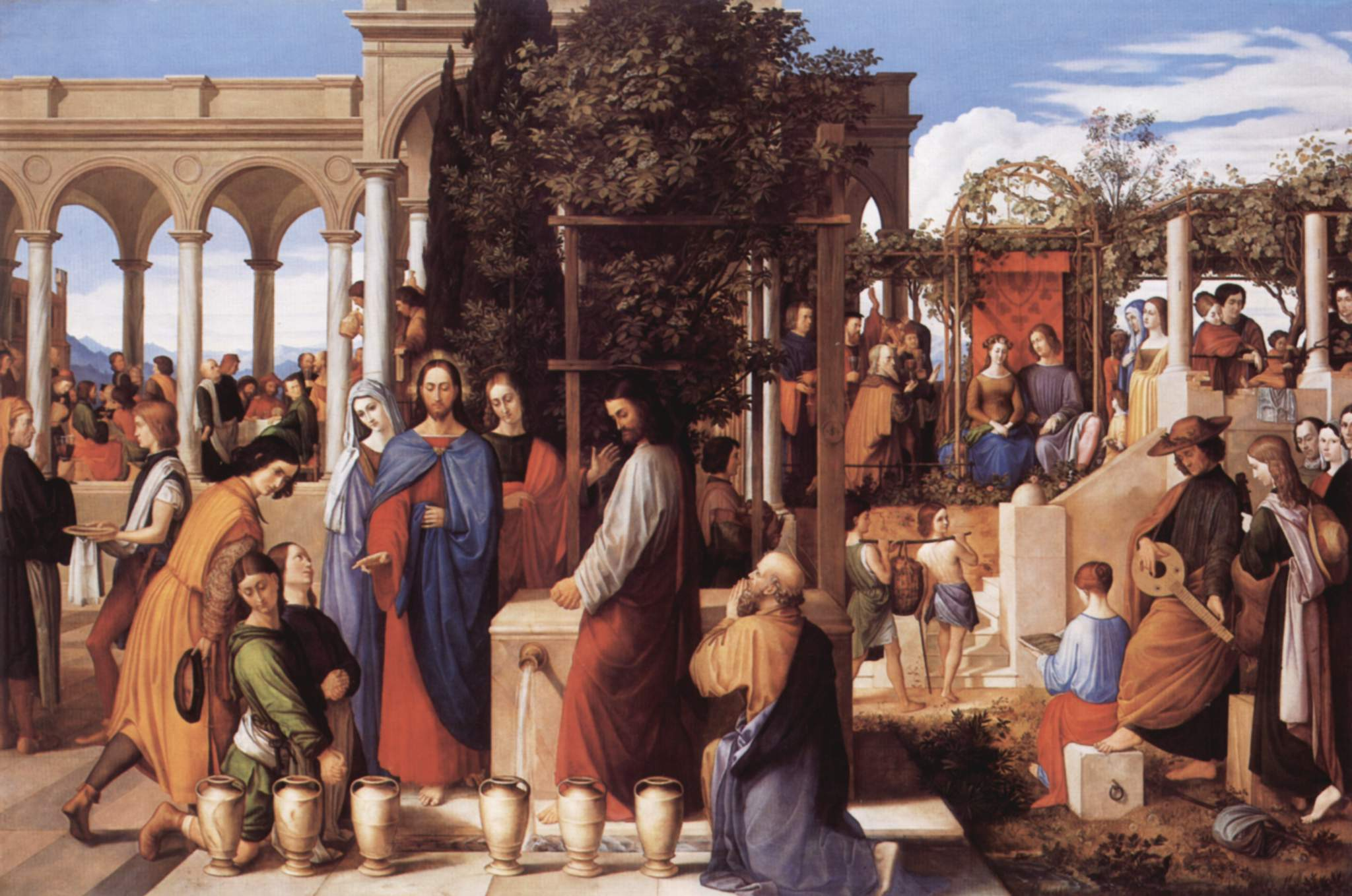
Брак в Кане Галилейской. 1819. Холст, масло. Кунстхалле, Гамбург
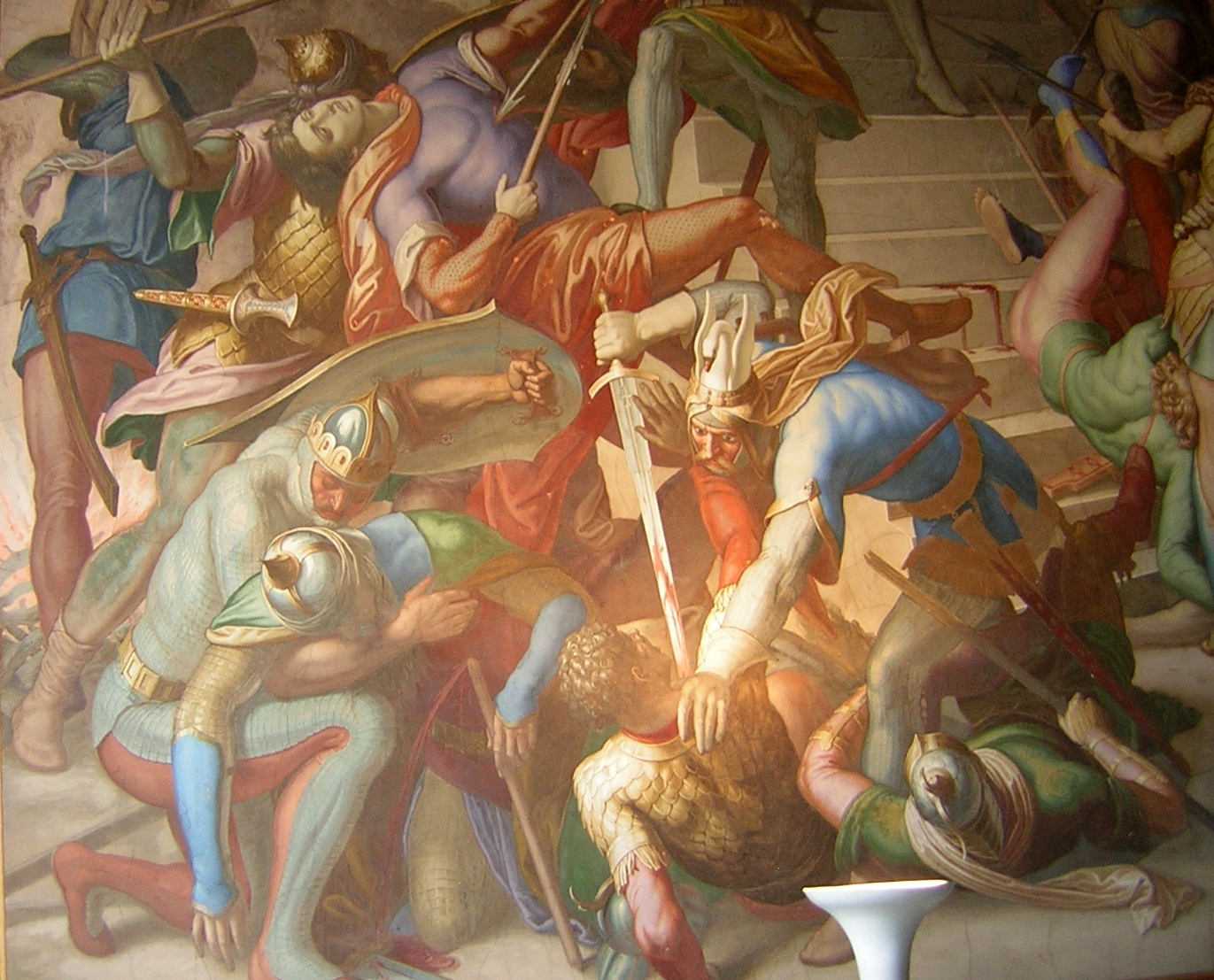
Сражение Нибелунгов с готами. 1847. Энкаустика. Зал Нибелунгов, Мюнхенская резиденция
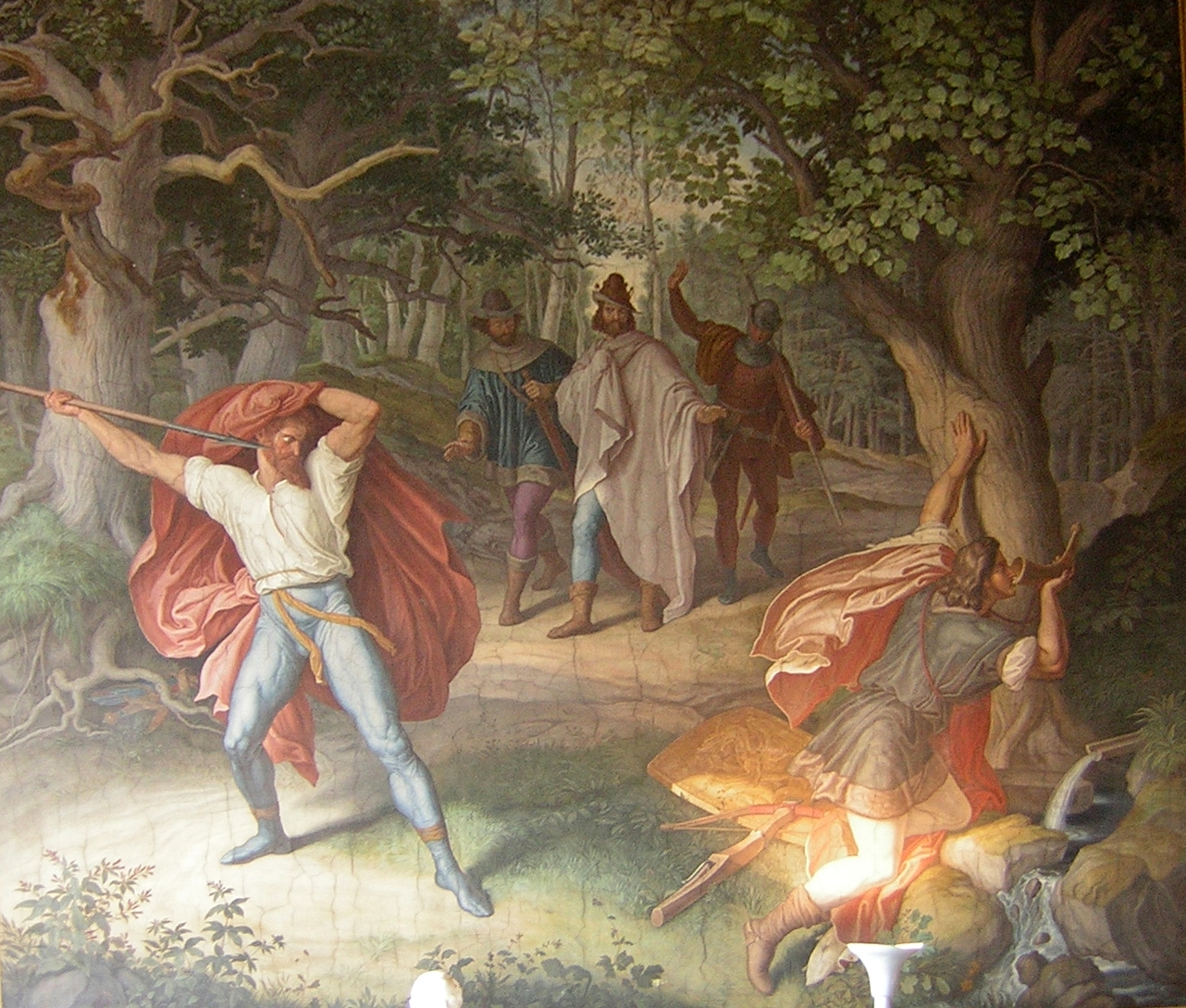
Гибель Зигфрида. 1847. Энкаустика. Зал Нибелунгов, Мюнхенская резиденция
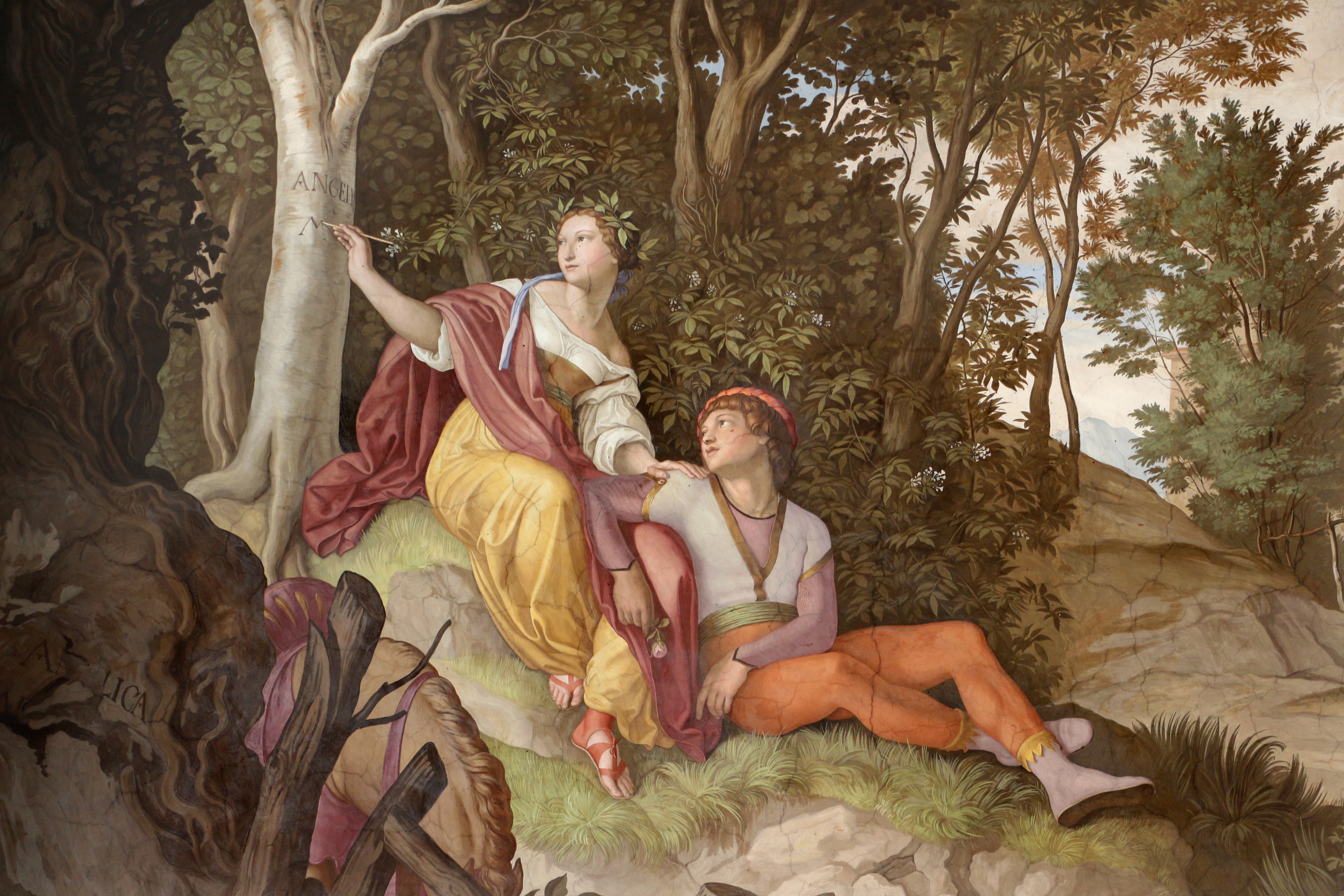
Анжелика, Ферра и Ринальдо. 1820—1826. Фреска зала Ариосто Казино Массимо, Рим
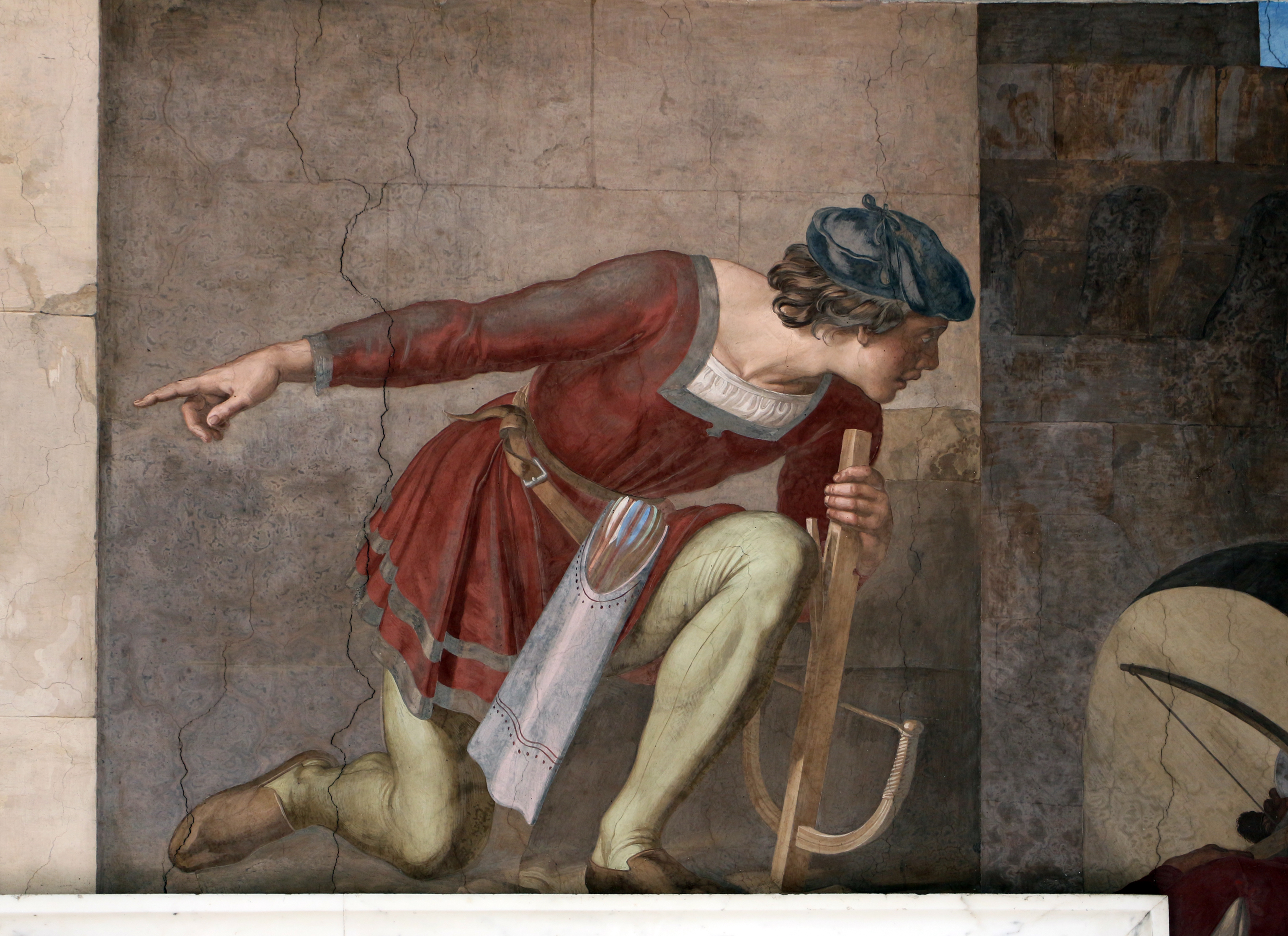
Осада Парижа. 1820—1826. Фреска зала Ариосто Казино Массимо, Рим
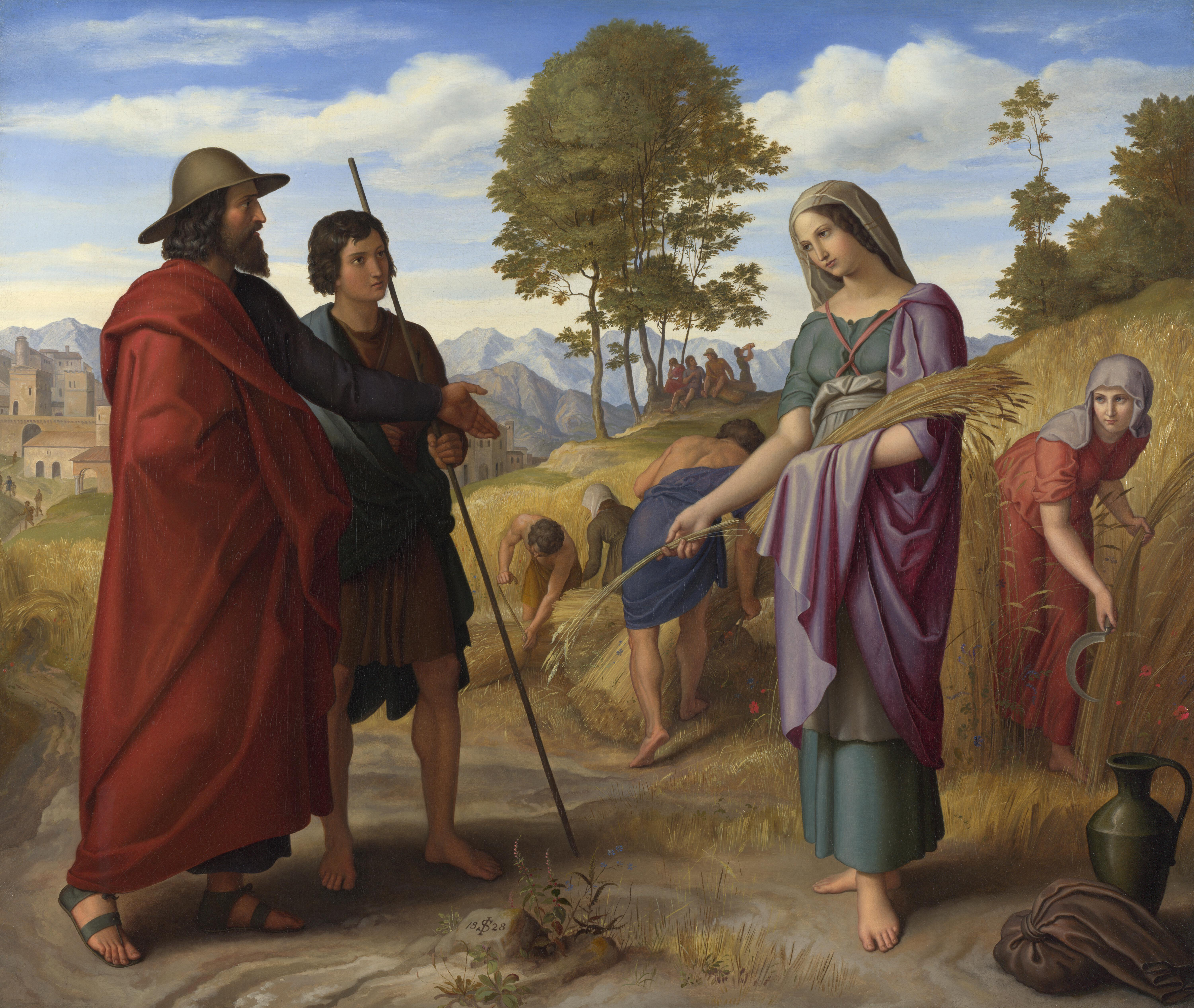
Руфь в лагере Вооза. 1828. Холст, масло. Лондонская национальная галерея
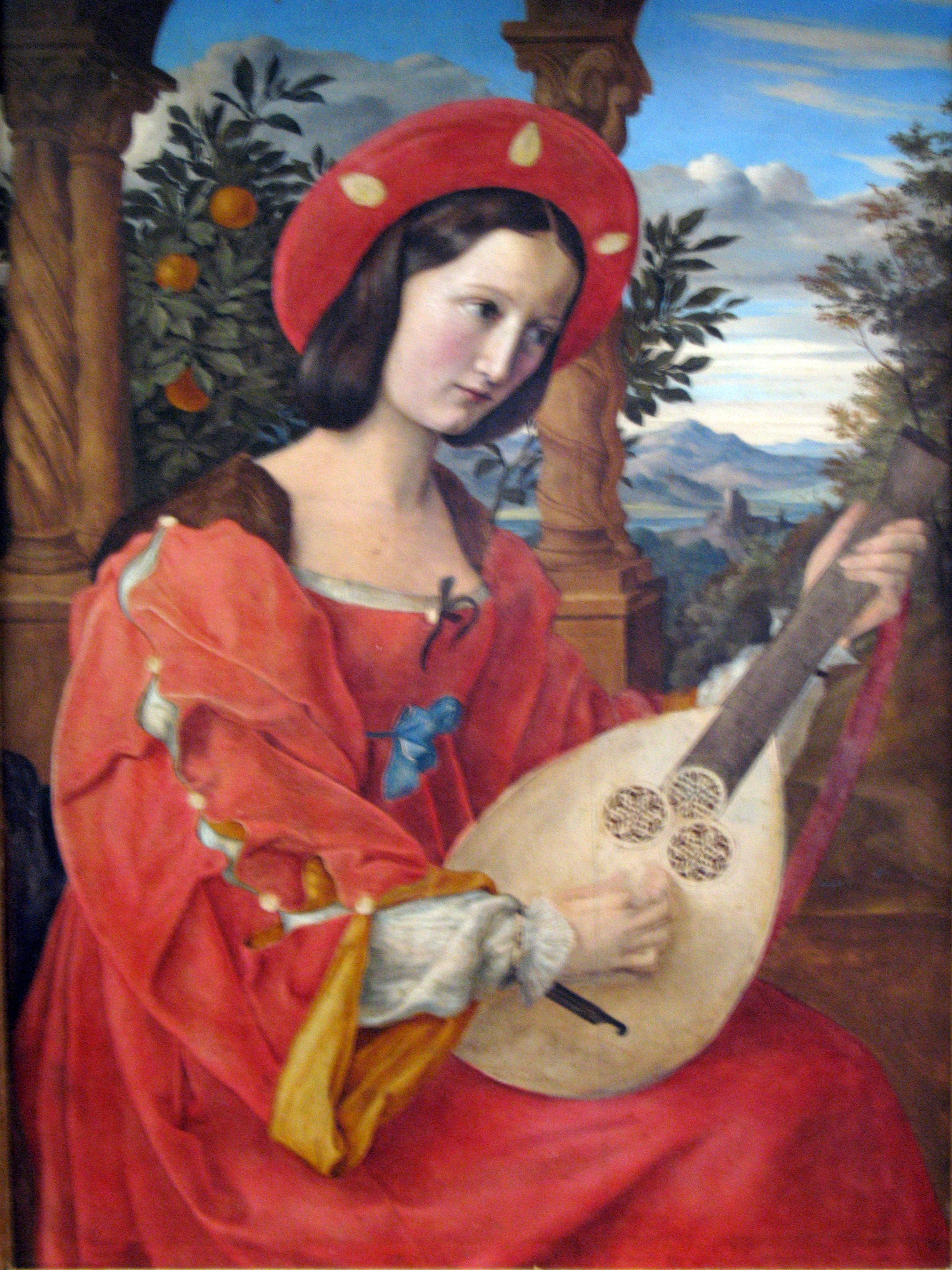
Портрет Клары Бьянки фон Квандт в старинном костюме с лютней. 1820. Холст, масло. Старая национальная галерея, Берлин